# Sandra Mozarowsky
Alexandra Elena Mozarowsky y Ruiz de Frías, conocida artísticamente como Sandra Mozarowsky (Tánger –Marruecos–, 17 de octubre de 1958-Madrid, 14 de septiembre de 1977) fue una actriz española, conocida por sus interpretaciones en una veintena de películas del llamado «cine de destape».

## Biografía

### Inicios y carrera cinematográfica
Hija de Boris V. Mozarowsky (fallecido en diciembre de 1993), un diplomático ruso (que compaginaba su cargo con la profesión de ingeniero electrónico) y de María del Rosario Ruiz de Frías (07/10/1922-01/05/2008), española. Cuando la familia se traslada a vivir a Madrid procedente de Marruecos, comienza sus estudios en el Liceo Anglo-Español de la capital, de donde pasa al colegio Miguel de Cervantes y allí deja los estudios de Bachillerato en 1976.
Con diez años, debuta en la película El otro árbol de Guernica, de Pedro Lazaga, dando comienzo a una fulgurante carrera artística centrada en una serie de producciones de alto contenido erótico, entre las que destacan El mariscal del infierno (estrenada en España en 1974), La noche de las gaviotas (1975), El hombre de los hongos (filmada en México en 1976), Hasta que el matrimonio nos separe (1976), Abortar en Londres (1977) o Ángel negro (1977), en la que comparte cartel con el actor mexicano Jorge Rivero.
Intervino también en sendos capítulos de las series de Televisión Española Cuentos y leyendas (El estudiante de Salamanca) y Curro Jiménez (El retorno al hogar), emitidos respectivamente los días 19 de diciembre de 1975 y 5 de junio de 1977.

### Fallecimiento
Falleció el 14 de septiembre de 1977 en Madrid, al caer desde la terraza de su domicilio, situado en la cuarta planta de la calle Álvarez de Baena n.º 3, el 23 de agosto estando embarazada de cinco meses. La autopsia no se hizo pública llevando a especulaciones sobre un suicidio o un posible asesinato. También es desconocida la identidad del padre del hijo que esperaba, pero varias fuentes posteriores citan su supuesta relación amorosa con el rey Juan Carlos I, nunca probada aunque el monarca tuvo sus muchas amantes y algunos hijos extramatrimoniales. En una entrevista realizada poco antes de su muerte, Mozarowsky había hablado de su deseo de no abortar, pese a fuertes presiones para que lo hiciera. Sí reconoció públicamente que había terminado recientemente su relación con un actor mexicano.
Un mes antes de su muerte concedió una entrevista al periodista Luis Milla para la revista Semana, publicada tras su fallecimiento, en la que anunció su retirada temporal de los escenarios y el cine. Su intención era terminar el bachillerato, formarse como actriz en Londres y retomar su carrera en papeles que no fueran principalmente eróticos.
En 2023 se estrenó la película La última noche de Sandra M., dirigida por Borja de la Vega y protagonizada por Claudia Traisac, que ficciona la historia de la actriz y sus preocupaciones en los momentos finales de su vida.

## Filmografía

### Cine
| Año  | Película                                        | Personaje               | Director                     |
| ---- | ----------------------------------------------- | ----------------------- | ---------------------------- |
| 1969 | El otro árbol de Guernica                       | Montserrat              | Pedro Lazaga                 |
| 1973 | Lo verde empieza en los Pirineos                | Chica francesa          | Vicente Escrivá              |
| 1973 | Manolo la nuit                                  | Enfermera               | Mariano Ozores               |
| 1974 | Los ojos azules de la muñeca rota               | Joven turista en un bar | Carlos Aured                 |
| 1974 | El mariscal del infierno                        | Chica sacrificada       | León Klimovsky               |
| 1975 | Cuando el cuerno suena                          | Julia                   | Luis María Delgado           |
| 1975 | La noche de las gaviotas                        | Lucy                    | Amando de Ossorio            |
| 1975 | El clan de los Nazarenos                        | Magda                   | Joaquín Luis Romero Marchent |
| 1975 | Sensualidad                                     | Pilar                   | Germán Lorente               |
| 1975 | Las protegidas                                  | Marisa                  | Francisco Lara Polop         |
| 1975 | El colegio de la muerte                         | Leonore Johnson         | Pedro Luis Ramírez           |
| 1976 | El libro de buen amor II                        | Gadea                   | Jaime Bayarri                |
| 1976 | El hombre de los hongos                         | Emma                    | Roberto Gavaldón             |
| 1976 | Beatriz                                         | Beatriz                 | Gonzalo Suárez               |
| 1976 | Call girl: la vida privada de una señorita bien | Laura                   | Eugenio Martín               |
| 1977 | Tren especial para Hitler                       | Greta                   | Alain Payet                  |
| 1977 | Hasta que el matrimonio nos separe              | Martina                 | Pedro Lazaga                 |
| 1977 | Pecado mortal                                   | Doncella                | Miguel Ángel Díez            |
| 1977 | El espiritista                                  |                         | Augusto Fernando             |
| 1977 | Abortar en Londres                              |                         | Gil Carretero                |
| 1978 | Ángel negro                                     | Cristina                | Tulio Demicheli              |

### Televisión
| Año  | Serie              | Capítulo                   | Personaje | Director                     |
| ---- | ------------------ | -------------------------- | --------- | ---------------------------- |
| 1975 | Cuentos y leyendas | El estudiante de Salamanca |           | José Briz Méndez             |
| 1977 | Curro Jiménez      | El retorno al hogar        |           | Joaquín Luis Romero Marchent |